# سنجاب پرنده کوتوله کوچک
سنجاب پرنده کوتوله کوچک یا سنجاب پرنده کوتوله کهتر (نام علمی: Petaurillus emiliae) نام یک گونه از سرده سنجاب پرنده کوتوله است.